# Ihab Darweesh
Ihab Mahmoud Darweesh Al-Matbouli (* 6. November 1985 in Jordanien) ist ein jordanischer Amateurboxer im Schwergewicht und Olympiateilnehmer von 2012 im Halbschwergewicht.

## Boxkarriere
Ihab Darweesh zählt zu den größten Schwergewichtstalenten im arabisch-asiatischen Raum. Der mehrfache nationale Meister (zuletzt 2014 und 2015) gewann bereits 2007 die Silbermedaille bei den Panarabischen Spielen in Ägypten und eine Bronzemedaille bei den Arabischen Meisterschaften in Tunesien. 2009 folgten zwei weitere Bronzemedaillen bei den Arabischen Meisterschaften in Ägypten und den Asienmeisterschaften in der Volksrepublik China.
2011 gewann er die Goldmedaillen bei den Panarabischen Spielen und den Arabischen Meisterschaften in Katar. Er startete daraufhin bei der Asiatischen Olympiaqualifikation 2012 in Kasachstan und erreichte den dritten Platz im Halbschwergewicht. Somit qualifizierte er sich als erster jordanischer Boxer für Olympische Spiele. Bei den Sommerspielen 2012 in London besiegte er in der Vorrunde Lukmon Lawal aus Nigeria (19:7), schied jedoch im Achtelfinale gegen Julio César La Cruz aus Kuba (8:25) aus.
Bei den Asienmeisterschaften 2013 in Jordanien gewann er erneut eine Silbermedaille und bei den Asienspielen 2014 in Südkorea eine Bronzemedaille. Zu seinen bisher besiegten Gegnern zählen Mohamed Arjaoui, Wang Xuanxuan und Ali Mazaheri. Bei den Weltmeisterschaften 2007, 2009 und 2011 erreichte er jeweils das Achtelfinale, sowie bei der WM 2015 die Vorrunde.
Bei der asiatisch-ozeanischen Olympiaqualifikation 2016 in China unterlag er im Achtelfinale des Schwergewichts gegen David Nyika.